# 3385 Bronnina
3385 Bronnina (1979 SK11) là một tiểu hành tinh vành đai chính được phát hiện ngày 24 tháng 9 năm 1979 bởi Chernykh, N. ở Nauchnyj.